# (6456) Голомбек
(6456) Голомбек (лат. Golombek) — околоземный астероид из группы Амура (III), который был открыт 27 июля 1992 года американскими астрономами Элеанорой Хелин и Кеннетом Лоуренсом в Паломарской обсерватории и назван в честь американского планетарного геолога Мэтью Голомбека (англ. Matthew Philip Golombek).

Орбита астероида Голомбек и его положение в Солнечной системе